# Byssomerulius hirtellus
Byssomerulius hirtellus är en svampart som först beskrevs av Edward Angus Burt, och fick sitt nu gällande namn av Erast Parmasto 1967. Byssomerulius hirtellus ingår i släktet Byssomerulius och familjen Phanerochaetaceae.   Inga underarter finns listade i Catalogue of Life.